# Полянице (Вишеград)
Полянице (серб. Пољанице / Poljanice) — село в общине Вишеград Республики Сербской Боснии и Герцеговины. В настоящее время село необитаемо.